# Évasion de la prison de Tula
L'évasion de la prison de Tula est survenue au matin du 1er décembre 2021 lorsqu'une bande d'hommes armés a fait irruption dans une prison de Tula de Allende, dans l'État d'Hidalgo, au Mexique,.

## Incident
Une fois que les gangsters sont arrivés dans le bâtiment, ils ont procédé à une attaque à la voiture-bélier puis ont fait exploser deux véhicules, attirant l'attention des gardiens de prison. Des coups de feu ont ensuite été tirés par les criminels,.
Juste au moment où les forces de sécurité locales commençaient à réagir, deux autres voitures ont explosé, permettant au gang de prendre d'assaut la prison avec succès,.

## Conséquences
Neuf détenus ont été libérés, dont José Artemio Maldonado Mejía, plus connu sous le nom d'El Michoacano, un baron de la drogue local et chef d'un cartel de la drogue mexicain, les Pueblos Unidos. Le jour suivant, la police mexicaine a réussi à reprendre trois détenus et huit criminels impliqués dans l'assaut de la prison.
Deux agents des forces de l'ordre, un policier et un gardien, ont été blessés dans l'attaque.
Le gouvernement d'Hidalgo a lancé une enquête visant à retrouver les criminels.
Les attaques à la voiture piégée sont rares au Mexique. L'exemple le plus notable de leur utilisation est une attaque survenue en 2010,.